# Buci
Buci (Bucky Bug) è un personaggio immaginario della Disney; è il primo personaggio della Disney al di fuori dell'Universo di Topolino a essere stato creato appositamente per i fumetti.

## Storia editoriale
Esordì nella prima tavola domenicale della serie a fumetti sindacata Sinfonie allegre. Era inizialmente disegnato da Earl Duvall. La sua prima storia fu Bucky Makes His Name, pubblicata tra il 10 gennaio e il 10 aprile 1932. Nell'aprile del 1933 Duvall lasciò lo Studio, e così le Silly Simphonies vennero assegnate ad Al Taliaferro, che ne curerà l'intera realizzazione fino al 4 marzo del 1934, quando il personaggio sposa Giovanna, figlia del sindaco di Giuncavilla (Junkville). Proprio con questa tavola domenicale Buci fa la sua ultima apparizione nelle tavole domenicali; dalla settimana successiva, infatti, la serie Sinfonie allegre conterrà adattamenti a fumetti delle Sinfonie allegre animate. Le storie a tavole domenicali di Buci vennero pubblicate su Topolino (28 tavole dal 09/10/32 al 16/04/33 e 13 tavole dal 10/12/33 al 04/03/34). Buci apparve in seguito in alcune brevi storie, disegnate da artisti come Al Taliaferro e Carl Buettner, su Walt Disney's Comics and Stories. Gli altri personaggi della serie sono la fidanzata e successivamente moglie di Buci, Giovanna (June Bug), un vagabondo nonché miglior amico di Buci, Beniamino (Bo Bug), il sindaco e padre di Giovanna (the Mayor), il nonno adottivo di Buci (Grandpa Bootle Beetle), e altri minori. Nelle storie i personaggi parlavano in rima. La serie regolare mensile di Buci terminò nel 1950, ma ci furono altri cameo in nuove storie.